# Domingo Desportivo
Domingo Desportivo é um dos mais famosos e antigos programas de televisão em Portugal, transmitido pela RTP, com algumas interrupções, desde 1960.
É dedicado, sobretudo, ao "desporto rei", o futebol, onde se faz sumariamente o resumo da jornada, os resultados desportivos de outros campeonatos e notícias do desporto em geral. É semanal e tem uma duração de cerca de 50 minutos.